# Bio Menace
Bio Menace est un jeu vidéo de type plates-formes et run and gun développé et édité par Apogee Software, sorti en 1993 sur DOS, Windows, Mac et Linux.

## Accueil
- Aktueller Software Markt : 9/12[1]